# 捷爾布內區

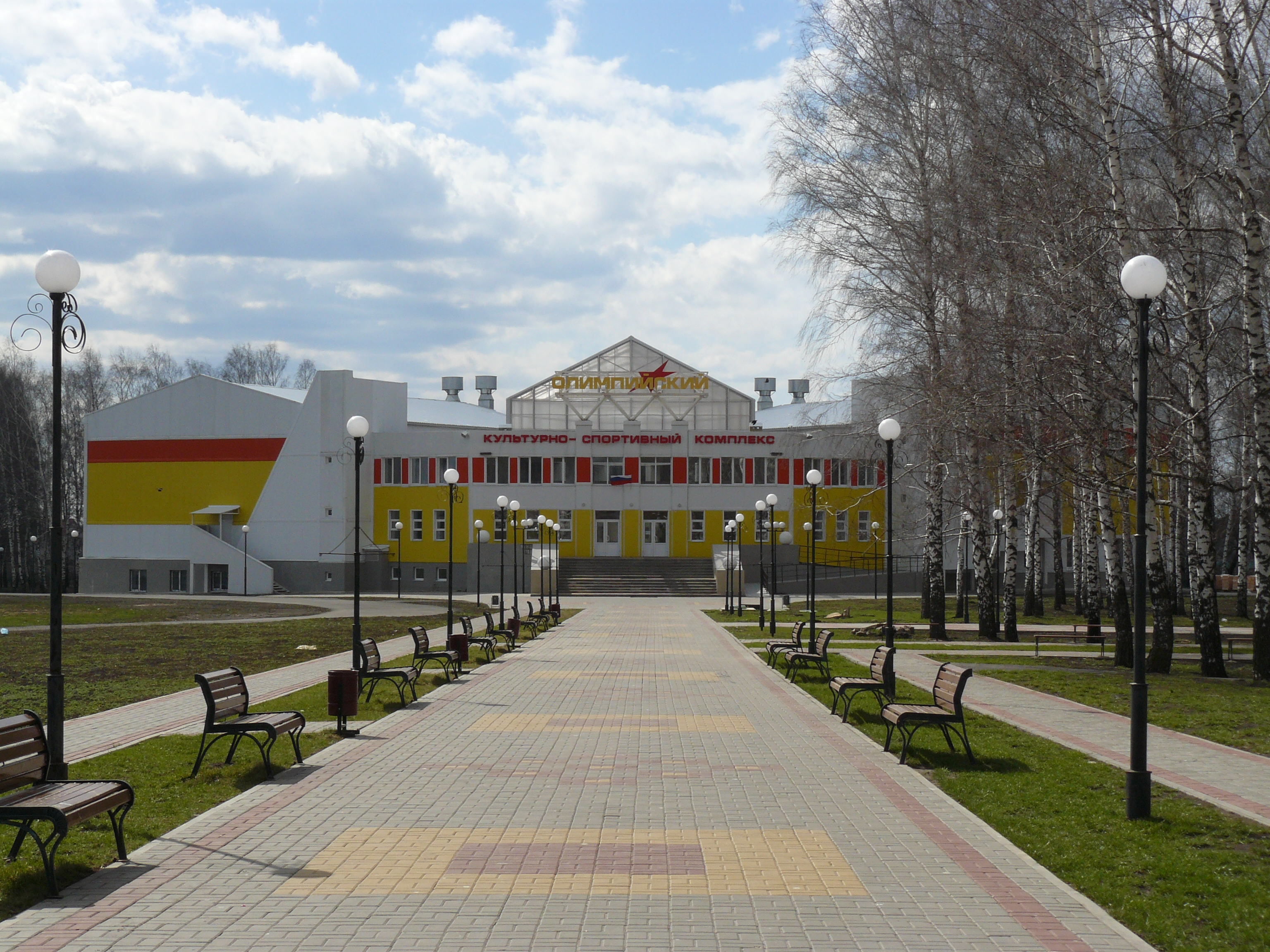

52°08′20″N 38°16′44″E / 52.13889°N 38.27889°E
捷爾布內區（俄语：Тербунский район），是俄羅斯的一個區，位於該國西部，由利佩茨克州負責管轄，面積1,170平方公里，2010年該區人口22,536，人口密度每平方公里19.26人。